# Tchad aux Jeux olympiques d'été de 2016
Le Tchad participe aux Jeux olympiques d'été de 2016 à Rio de Janeiro au Brésil du 5 août au 21 août. Il s'agit de sa 12e participation à des Jeux d'été. Sa délégation est constituée de deux athlètes dont Bibiro Ali Taher qui est nommée porte-drapeau de la délégation.

## Athlétisme
Le Tchad bénéficie d'une invitation pour sélectionner deux athlètes, un homme et une femme, au nom de l'universalité des Jeux. Bachir Mahamat sur 400 m et Bibiro Ali Taher sur 5 000 m sont retenus.
Hommes
Courses
| Athlète        | Épreuve | Séries  | Séries | Demi-finales | Demi-finales | Finale  | Finale  |
| Athlète        | Épreuve | Temps   | Rang   | Temps        | Rang         | Temps   | Rang    |
| -------------- | ------- | ------- | ------ | ------------ | ------------ | ------- | ------- |
| Bachir Mahamat | 400 m   | 48 s 59 | 7e     | Éliminé      | Éliminé      | Éliminé | Éliminé |

Femmes
Courses
| Athlète          | Épreuve | Séries | Séries | Finale   | Finale   |
| Athlète          | Épreuve | Temps  | Rang   | Temps    | Rang     |
| ---------------- | ------- | ------ | ------ | -------- | -------- |
| Bibiro Ali Taher | 5 000 m | DNS    | /      | Éliminée | Éliminée |